# NGC 4780
NGC 4780 est une galaxie spirale barrée située dans la constellation de la Vierge. Sa vitesse par rapport au fond diffus cosmologique est de 3 817 ± 24 km/s, ce qui correspond à une distance de Hubble de 56,3 ± 4,0 Mpc (∼184 millions d'al). NGC 4780 a été découverte par l'astronome allemand Wilhelm Tempel en 1880.
Les bases de données NASA/IPAC et HyperLeda classent cette galaxie comme une spirale intermédiaire, mais la barre au centre de NGC 4780 est nettement visible sur l'image réalisée avec les données du relevé SDSS. La classification de spirale barrée par le professeur Seligman et par Wolfgang Steinicke semble mieux convenir à cette galaxie.
La classe de luminosité de NGC 4780 est III et elle présente une large raie HI.
En raison d'une brillance de surface égale à 14,48 mag/am2, on peut qualifier NGC 4780 de galaxie à faible brillance de surface (LSB en anglais pour low surface brightness). Les galaxies LSB sont des galaxies diffuses (D) avec une brillance de surface inférieure de moins d'une magnitude à celle du ciel nocturne ambiant.
À ce jour, trois mesures non basées sur le décalage vers le rouge (redshift) donnent une distance de 42,233 ± 2,219 Mpc (∼138 millions d'al), ce qui est à l'extérieur des valeurs de la distance de Hubble. Notons cependant que c'est avec la valeur moyenne des mesures indépendantes, lorsqu'elles existent, que la base de données NASA/IPAC calcule le diamètre d'une galaxie et qu'en conséquence le diamètre de NGC 4780 pourrait être d'environ 32,7 kpc (∼107 000 al) si on utilisait la distance de Hubble pour le calculer.

## Groupe de NGC 4780
NGC 4780 fait partie d'un groupe de galaxies qui porte son nom. Le groupe de NGC 4780 compte quatre membres. Les trois autres galaxies du groupe sont NGC 4739, NGC 4776 et MCG -1-33-35.